# Запорожский литейно-механический завод
Запорожский литейно-механический завод (укр. Запорізький ливарно-механічний завод) — предприятие металлургической промышленности в Запорожье, которое было выделено из состава комбината «Запорожсталь» в 2016 году.
Запорожский литейно-механический завод был образован 1 августа 2016 года, когда несколько цехов ПАО «Запорожсталь» были выведены в отдельную структурную единицу. В состав завода вошли литейный цех, механический цех и цех металлоконструкций. Основные виды продукции завода — изложницы для металлургических заводов, металлоконструкции, запчасти и сборные узлы.
Виды деятельности: производство чугуна, стали и ферросплавов; производство полых труб и фитингов из стали; производство строительных металлоконструкций и частей конструкций; механическая обработка металлоизделий; производство готовых металлоизделий; оптовая торговля металлами и металлическими рудами; ремонт и техническое обслуживание машин и оборудования промышленного назначения.

## История завода
В 1931 году в Запорожье, на левом берегу Днепра началось строительство Днепровского промышленного комбината (Днепрокомбината) — крупнейшего в то время в Европе комплекса чёрной и цветной металлургии. В него изначально входили заводы: коксохимический, листовых сталей (позже «Запорожсталь»), шамотный (впоследствии огнеупорный), ферросплавов (впоследствии Запорожский завод ферросплавов), ремонтно-механический (РМЗ, впоследствии литейно-механический завод), алюминиевый комбинат (Запорожский производственный алюминиевый комбинат), завод инструментальных сталей (будущий «Днепроспецсталь») и другие, более мелкие предприятия.
Уже 20 марта 1932 года было завершено строительство фасонно-литейного (ФЛЦ), а 1 мая того же года — кузнечного цеха РМЗ. Годом позже, 10 октября 1933 года, было завершено строительство механического цеха.
Таким образом, ремонтно-механический завод к осени 1933 года имел полный цикл производства запасных частей для ремонта агрегатов Днепрокомбината — от литья до механически обработанных деталей.
В мае 1934 года заводы — листовых сталей, инструментальных сталей, ферросплавов, шамотный, а также РМЗ объединились в комбинат под названием «Запорожсталь».
В память о РМЗ трамвайная остановка, расположенная недалеко от завода, уже много лет носит это название.
Перед тем, как Запорожье был захвачен немецкими войсками, оборудование «Запорожстали» было эвакуировано в тыл (Магнитогорск), а остальное повреждено или взорвано, в том числе и цехи бывшего РМЗ.
18 августа 1941 года первые снаряды фашистской артиллерии, установленной на правом берегу Днепра, упали на «Запорожсталь». Следы от этих снарядов до сих пор можно видеть на крыше здания кузнечного отделения механического цеха (бывшего кузнечного цеха РМЗ).
После того как немецкие войска заняли город, они привезли в кузнечный, механический и фасонно-литейный цехи своё оборудование, а также восстановили часть испорченного, после чего наладили ремонт лёгкой бронетехники, пушек и автотехники.
Во времена немецкой оккупации на «Запорожстали» действовало антифашистское подполье. Немецким захватчикам так и не удалось наладить полноценную работу ремонтных цехов из-за непрерывных диверсий подпольной группы Гончара Н. Г. и Гири А. И., бывших работников «Запорожстали».
В 1944 году, сразу после освобождения Запорожья, начались работы по восстановлению металлургических предприятий, прежде всего «Запорожстали». В первую очередь восстанавливались цехи бывшего Ремонтно-механического завода (РМЗ), системы электроводогазоснабжения, подсобного хозяйства.
1 апреля 1953 года на «Запорожстали» начал работать ещё один цех — котельно-ремонтный, который позже был переименован в цех металлоконструкций (ЦМК).
В 1958 году на территории механического цеха построен цех по производству жаток, однако жатки и другая сельскохозяйственная техника здесь практически не выпускалась. За счёт этого здания, состоящего из трёх пролётов, были расширены ремонтные площади механического цеха.
В 1962 году был построен крупнейший в Европе литейный цех изложниц (ЛЦИ), производящий изложницы из жидкого чугуна первой плавки. В этом цехе впервые в мировой практике начали применяться жидкоподвижные самотвердеющие смеси, используемые для изготовления форм и стержней.
В начале 1980-х годов кузнечный цех влился в состав механического цеха.
В 1990-х годах фасонно-литейный цех и литейный цех изложниц были объединены в одно структурное подразделение — литейный цех.
В начале 1990-х из состава механического цеха была выделена в отдельное структурное подразделение весовая мастерская, которая расширилась и носит название цех технологических весоизмерительных систем (ЦТВС). Сейчас ЦТВС входит в состав комбината «Запорожсталь».
С 1 января 2006 года в механическом цехе введено в эксплуатацию современное термическое отделение с шахтными и камерными электропечами, а также установками закалки токами высокой частоты. С этого же времени в литейном цехе начали функционировать индукционные плавильные печи.
В 2014 году в состав механического цеха вошли участки по производству изделий для ремонтно-эксплуатационных нужд (РЭН) и трубных станов бывшего цеха товаров народного потребления (ЦТНП).

## Отдельный завод
В августе 2016 года цехи бывшего РМЗ — механический, литейный, а также ЦМК — были выведены из состава «Запорожстали» в отдельное структурное подразделение, названное Запорожским литейно-механическим заводом (ЗЛМЗ).
В 2017 году в связи с ликвидацией сталепрокатного завода, остановка общественного транспорта «Сталепрокатный завод» была переименована в «Литейно-механический завод».
В 2018 году завод был сертифицирован по международному стандарту ISO 9001:2015 (система управления качеством).
В 2019 году завод был сертифицирован по ISO 50001:2011 (система энергетического менеджмента).
В 2019 году завод был сертифицирован по ISO 14001:2015 (экологическое управление).
Летом 2019 года на ЗЛМЗ освоено производство сверхпрочной легированной стали марки 110Г13Л.
C 12 апреля 2023 года Запорожский литейно-механический завод объединит под единым управлением профильные подразделения в Запорожье, Кривом Роге и Каменском, став многопрофильным ремонтно-механическим заводом.

## Директора
- 01.08.2016—10.12.2021[источник не указан 1185 дней] — Шрамко Евгений Сергеевич
- с 15.12.2021—04.04.2022[источник не указан 1185 дней] — Долгозвяго Игорь Владимирович, и. о. генерального директора
- с 05.04.2022[источник не указан 1185 дней] — Долгозвяго Игорь Владимирович